# Trusthorpe
 (mars 2023).
Trusthorpe est un village du Lincolnshire, en Angleterre.